# A Videoton FC 2016–2017-es szezonja
Ez a szócikk a Videoton FC 2016–2017-es szezonjáról szól, amely sorozatban a 17., összességében pedig a 48. idénye a csapatnak a magyar első osztályban. A szezon 2016. július 17-én kezdődött, és 2017 májusában ér majd véget.

## Játékoskeret
2016. szeptember 10-i állapot szerint. 
A félkövérrel jelölt játékosok szerepeltek hazájuk felnőtt válogatottjában.
| No. |     | Poszt | Játékos         |
| --- | --- | ----- | --------------- |
| 1   | HUN | K     | Horváth Tamás   |
| 3   | BRA | V     | Paulo Vinícius  |
| 5   | HUN | V     | Fiola Attila    |
| 6   | HUN | V     | Fejes András    |
| 7   | SER | CS    | Danko Lazović   |
| 8   | HUN | KP    | Pölöskei Zsolt  |
| 9   | HUN | CS    | Feczesin Róbert |
| 10  | HUN | KP    | Kovács István   |
| 11  | FRA | V     | Loïc Nego       |
| 15  | HUN | CS    | Sejben Viktor   |
| 16  | POR | KP    | Filipe Oliveira |
| 17  | HUN | KP    | Pátkai Máté     |
| 22  | CPV | V     | Stopira         |
| 23  | HUN | V     | Juhász Roland   |

| No. |     | Poszt | Játékos          |
| --- | --- | ----- | ---------------- |
| 25  | HUN | KP    | Schiller Patrik  |
| 27  | HUN | KP    | Bódi Ádám        |
| 30  | HUN | V     | Szolnoki Roland  |
| 31  | HUN | KP    | Barczi Dávid     |
| 33  | HUN | KP    | Varga József     |
| 40  | HUN | K     | Gyánó József     |
| 44  | SER | CS    | Marko Šćepović   |
| 46  | HUN | KP    | Simon Ádám       |
| 49  | HUN | KP    | Géresi Krisztián |
| 74  | HUN | K     | Kovácsik Ádám    |
| 75  | HUN | V     | Varga Bence      |
| 88  | BIH | KP    | Anel Hadžić      |
| 99  | BIH | KP    | Asmir Suljić     |

### Kölcsönadott játékosok
| # |     | Poszt | Név                                    |
| - | --- | ----- | -------------------------------------- |
|   | HUN | V     | Lorentz Márton (a Soroksár csapatához) |

## Kiírások
Dőlttel a jelenleg még le nem zárult kiírásokat illetve az azokban elért helyezést jelöltük.
| Kiírás        | Statisztikák | Statisztikák | Statisztikák | Statisztikák | Statisztikák | Statisztikák | Statisztikák | Kezdő forduló/ helyezés  | Végső forduló/ helyezés | Mérkőzések dátumai | Mérkőzések dátumai | Mérkőzések dátumai |
| Kiírás        | M            | GY           | D            | V            | LG–KG        | GK           | GÁ           | Kezdő forduló/ helyezés  | Végső forduló/ helyezés | Első               | Utolsó             | Következő          |
| ------------- | ------------ | ------------ | ------------ | ------------ | ------------ | ------------ | ------------ | ------------------------ | ----------------------- | ------------------ | ------------------ | ------------------ |
| OTP Bank Liga | 29           | 15           | 08           | 06           | 56 – 26      | +30          | 1,93         | 2.                       | 2.                      | 2016. 07. 17.      | 2017. 04. 29.      | 2017. 05. 06.      |
| Magyar kupa   | 03           | 02           | 0            | 01           | 11 – 03      | 0+8          | 3,67         | 6. forduló (legjobb 128) | 8. forduló (legjobb 32) | 2016. 09. 14.      | 2016. 11. 30.      | —                  |
| Összesen      | 32           | 17           | 08           | 07           | 67 – 29      | +38          | 2,09         |                          |                         |                    |                    |                    |

## Összesített statisztika
A felkészülési mérkőzéseket nem vettük figyelembe.
| Lejátszott mérkőzés           | 32 (29 OTP Bank Liga, 3 Magyar kupa)                                                                                        |
| Győzelem                      | 17 (15 OTP Bank Liga, 2 Magyar kupa)                                                                                        |
| Döntetlen                     | 8 (8 OTP Bank Liga, 0 Magyar kupa)                                                                                          |
| Vereség                       | 7 (6 OTP Bank Liga, 1 Magyar kupa)                                                                                          |
| Szerzett gól                  | 67 (56 OTP Bank Liga, 11 Magyar kupa)                                                                                       |
| Kapott gól                    | 29 (26 OTP Bank Liga, 3 Magyar kupa)                                                                                        |
| Gólkülönbség                  | +38 |
| Sárga lap                     | 58 (56 OTP Bank Liga, 2 Magyar kupa)                                                                                        |
| Kiállítás                     | 1 (1 OTP Bank Liga, 0 Magyar kupa)                                                                                          |
| Legnagyobb arányú győzelem    | 5–1 DVSC, otthon (2016. 07. 21., OTP Bank Liga 7. forduló) 5–1 Paks, otthon (2016. 10. 22., OTP Bank Liga 13. forduló)      |
| Legnagyobb arányú vereség     | 1–2 Vasas, otthon (2016. 07. 31., OTP Bank Liga 3. forduló) 0–2 Diósgyőr, otthon (2016. 10. 15., OTP Bank Liga 12. forduló) |
| Legmagasabb hazai nézőszám    | 3 112, FTC (2016. 09. 21., OTP Bank Liga, 10. forduló)                                                                      |
| Legalacsonyabb hazai nézőszám | 1 423, Debreceni VSC (2016. 08. 21., OTP Bank Liga 7. forduló)                                                              |
| Pont*                         | 53 pont a megszerezhető 87-ből (60,1%)                                                                                      |

## Tabella
| #   | Csapat                    | M  | GY | D  | V  | G+ – G– | GK  | P  | Megjegyzések                    |
| --- | ------------------------- | -- | -- | -- | -- | ------- | --- | -- | ------------------------------- |
| 1.  | Budapest Honvéd (B) (I)   | 33 | 20 | 5  | 8  | 55–30   | +25 | 65 | Bajnokok Ligája 2. selejtezőkör |
| 2.  | Videoton FC (I)           | 33 | 18 | 8  | 7  | 65–28   | +37 | 62 | Európa Liga 1. selejtezőkör     |
| 3.  | Vasas SC (I)              | 33 | 15 | 7  | 11 | 50–40   | +10 | 52 | Európa Liga 1. selejtezőkör     |
| 4.  | Ferencvárosi TC (KGY) (I) | 33 | 14 | 10 | 9  | 54–44   | +10 | 52 | Európa Liga 1. selejtezőkör     |
| 5.  | Paksi FC                  | 33 | 11 | 12 | 10 | 41–37   | +4  | 45 |                                 |
| 6.  | Swietelsky Haladás        | 33 | 12 | 7  | 14 | 42–46   | −4  | 43 |                                 |
| 7.  | Újpest FC                 | 33 | 10 | 12 | 11 | 47–51   | −4  | 42 |                                 |
| 8.  | Debreceni VSC             | 33 | 11 | 8  | 14 | 42–46   | −4  | 41 |                                 |
| 9.  | Mezőkövesd Zsóry FC Ú     | 33 | 10 | 10 | 13 | 39–54   | −15 | 40 |                                 |
| 10. | Diósgyőri VTK             | 33 | 10 | 7  | 16 | 39–58   | −19 | 37 |                                 |
| 11. | MTK Budapest (K)          | 33 | 8  | 13 | 12 | 26–36   | −10 | 37 |                                 |
| 12. | Gyirmót FC Győr Ú (K)     | 33 | 5  | 9  | 19 | 21–51   | −30 | 24 |                                 |

Utolsó frissítés: 2017. május 27. 
Forrás: mlsz.hu - tabella 
A rangsorolás alapszabályai: 1. összpontszám; 2. a bajnokságban elért több győzelem; 3. a bajnoki mérkőzések gólkülönbsége; 4. a bajnoki mérkőzéseken rúgott több gól; 5. az egymás ellen játszott bajnoki mérkőzések pontkülönbsége; 6. az egymás ellen játszott bajnoki mérkőzések gólkülönbsége; 7. az egymás ellen játszott bajnoki mérkőzéseken az idegenben lőtt több gól; 8. a bajnokság fair play értékelésében elért jobb helyezés; 9. sorsolás.
(B): Bajnokcsapat, (K): Kieső csapat, (F): Feljutó csapat, (I): Kupainduló, (R): A rájátszás győztese, (KGY): Kupagyőztes

## OTP Bank Liga

### Első kör
| 1. forduló 2016. július 17. 18:00 |

| Videoton FC                                  | 1 – 2               | Diósgyőri VTK                                                         |
| -------------------------------------------- | ------------------- | --------------------------------------------------------------------- |
| Feczesin 2' Suljić 42' Juhász 62' Pátkai 74' | (1 – 2) Jegyzőkönyv | Bognár 17' Bognár 39' Ternován 43' Nikházi 56' Lázár 80′ Dausvili 82' |

| Pancho Aréna, Felcsút Nézőszám: 2 069 Játékvezető: Andó-Szabó Sándor (magyar) |

| 2. forduló 2016. július 24. 18:00 |

| Paksi FC                                      | 1 – 1               | Videoton FC                   |
| --------------------------------------------- | ------------------- | ----------------------------- |
| Feczesin 26' Pátkai 30' Nego 31' Feczesin 55' | (0 – 1) Jegyzőkönyv | Gévay 52' Szabó 11' Gévay 56' |

| Fehérvári úti stadion, Paks Nézőszám: 2 136 Játékvezető: Karakó Ferenc (magyar) |

| 3. forduló 2016. július 31. 18:00 |

| Videoton FC                                      | 1 – 2               | Vasas SC                                                                    |
| ------------------------------------------------ | ------------------- | --------------------------------------------------------------------------- |
| Vinícius 94' Szolnoki 25' Simon 53' Vinícius 72' | (0 – 0) Jegyzőkönyv | Korcsmár 70' Pavlov 81' Debreceni 16' Szivacski 31' Korcsmár 56' Berecz 76' |

| Pancho Aréna, Felcsút Nézőszám: 1901 Játékvezető: Kassai Viktor (magyar) |

| 4. forduló 2016. augusztus 7. 18:00 |

| Gyirmót FC Győr | 0 – 4               | Videoton FC                                              |
| --------------- | ------------------- | -------------------------------------------------------- |
| Völgyi 62'      | (0 – 0) Jegyzőkönyv | Juhász 47' Lazović 59' Pátkai 75' Feczesin 89' Asmir 32' |

| Alcufer stadion, Gyirmót Nézőszám: 2 000 Játékvezető: Karakó Ferenc (magyar) |

| 5. forduló 2016. augusztus 13. 18:00 |

| Videoton                        | 2 – 0               | Mezőkövesdi-Zsóry         |
| ------------------------------- | ------------------- | ------------------------- |
| Pátkai 9' Lazović 13' Suljić 3' | (2 – 0) Jegyzőkönyv | Vošahlík 4' Pauljević 67' |

| Pancho Aréna, Felcsút Nézőszám: 1539 Játékvezető: Szabó Zsolt (magyar) |

| 6. forduló 2016. augusztus 16. 18:00 |

| MTK Budapest FC                                             | 1 – 0               | Videoton FC           |
| ----------------------------------------------------------- | ------------------- | --------------------- |
| Torghelle 64' Borbély 31' Vadnai 38' Torghelle 59' Poór 90' | (0 – 0) Jegyzőkönyv | Pátkai 18' Suljić 83' |

| Dunaferr Aréna, Dunaújváros Nézőszám: 704 Játékvezető: Pintér Csaba (magyar) |

| 7. forduló 2016. augusztus 21., vasárnap 20:00 (tv: M5) |

| Videoton FC                                                                  | 5 – 1               | Debreceni VSC               |
| ---------------------------------------------------------------------------- | ------------------- | --------------------------- |
| Lang (1–1) 23' • (3–1) 57' Géresi (2–1) 33' Feczesin (4–1) 73' • (5–1) 90+2' | (2 – 1) Jegyzőkönyv | 14' (0–1) Ferenczi 7' Varga |

| Pancho Aréna, Felcsút Nézőszám: 1 423 Játékvezető: Iványi Zoltán (magyar) Asszisztensek: Buzás Balázs és Medovarszki János |

Igen agilisan kezdte a találkozót a hazai csapat, több helyzetet is kialakított Danilovic kapuja előtt. A Debrecen az első negyedóra végén jutott el először a fehérváriak kapujához, akkor azonban Ferenczi jóvoltából a vezetést is megszerezte (0–1). A vendéggól sem vetette vissza a Videoton lendületét és egy szögletet követően Lang közelről egyenlített (1–1). Tíz perc elteltével pedig már vezettek is a hazaiak, Géresi volt a gólszerző (2–1). Szünet után a vendégek birtokolták többet a labdát, de egy újabb sarokrúgás után Lang a kapuba bombázott (3–1). A válogatott védő nem sokkal később a harmadik találatát is megszerezhette volna, de szöglet utáni lövése mellé szállt. Lang azonban nem csüggedt, az egyik hazai támadásnál kiválóan indította Géresit, akinek centerezését Feczesin váltotta gólra (4–1). Nem volt még vége a fehérvári gólzápornak, mert a hosszabbítás utolsó percében Feczesin is duplázni tudott, ezzel beállította a végeredményt (5–1).
Nagyon jó teljesítményt nyújtott a csapat. Az első félidőben is elégedett voltam a játékkal. Meglepetés volt, hogy a Debrecen vezetett, innen fordítottunk. Nem álltak le a támadásokkal már a vezetés birtokában sem a játékosok. A Debrecen talán még nem tart ott, ahol szeretnének tartani. Ma valóban nem játszott jól a vendég csapat, viszont mi igen jól játszottunk. És a kettő összefügg.
Tizenkét napja érkeztem Magyarországra, próbálok mindent felmérni, a csapatot, a játékosokat, a klub felépítését, a várost. És Debrecen városa nem érdemelte meg ezt az eredményt. A mai meccs után változások kellenek a csapatnál. Át kell gondolni a célokat erre a szezonra. Egy erős csapatot kell összeállítani. Fiatal játékosokat kell felhozni az akadémiából. Fontos dolog: ha valaki nem szeretne a csapatban játszani, arra nincs szükség. Csak olyan játékos kell, aki itt akar játszani. A Debrecennek erős története van, tisztelik a csapatot és ezt meg kell tartani.
| Csapat   | Labdabirtoklás | Lövés | Kaput talált lövés | Gól | Szöglet | Szabálytalanság | Les | Sárga lap | Piros lap | Pontos passz | Megnyert párharc |
| -------- | -------------- | ----- | ------------------ | --- | ------- | --------------- | --- | --------- | --------- | ------------ | ---------------- |
| Videoton | 28:33 (54,92%) | 19    | 10                 | 5   | 13      | 7               | 2   | 0         | 0         | 356 (75,58%) | 89 (58,17%)      |
| Debrecen | 23:26 (45,08%) | 12    | 4                  | 1   | 0       | 11              | 0   | 1         | 0         | 354 (79,73%) | 64 (41,83%)      |

- 2007 óta először zárult a két csapat bajnoki mérkőzése négygólos különbséggel. Akkor a DVSC 4–0-ra győzött Székesfehérváron, az akkori találatokat Leandro, Dzsudzsák (2 gól) szerezték, valamint volt egy öngól is.
- Az elmúlt bő húsz legfölényesebb hazai sikere a Vidi számára egy 1996 tavaszi 4–1 volt – eddig.
- A portugál Leonel Pontessel három mérkőzésen egy pontot szerzett eddig a DVSC (MTK ellen otthon 1–1, Haladás ellen otthon 0–1, Videoton ellen idegenben 1–5).
- A Loki ezt megelőzően legutóbb 2014. április 12-én, az MTK ellen kapott öt gólt bajnoki meccsen vendégként (2–5).
- Henning Berg együttese a legutóbbi négy fordulóban kilenc pontot szerzett, két vereség után pályaválasztóként két győzelemmel legalább ötven százalékosra kozmetikázta a mérlegét.
- A Videoton FC a mostani előtt legutóbb április 23-án, az MTK ellen szerzett öt bajnoki gólt, ugyancsak Felcsúton.
- Feczesin Róbert, aki korábban a DVSC-ben is játszott, már öt bajnoki gólnál tart az idényben, s ezzel Eppel Mártonnal holtversenyben vezeti a góllövőlistát.
- Lang Ádám korábban mindössze egy gólt szerzett az élvonalban, még a Győr játékosaként, 2014. május 31-én a Mezőkövesd kapuját vette be. Most megtriplázta góljai számát.[3]

| 8. forduló 2016. szeptember 10. 18:00 |

| Videoton                            | 3 – 0               | Haladás                |
| ----------------------------------- | ------------------- | ---------------------- |
| Stopira 51' Feczesin 72' Géresi 90' | (0 – 0) Jegyzőkönyv | Kovács 55' Halmosi 58' |

| Pancho Aréna, Felcsút Nézőszám: 2183 Játékvezető: Solymosi Péter (magyar) |

| 9. forduló 2016. szeptember 17., szombat 18.30 |

| Újpest FC                                                       | 3 – 4               | Videoton FC                                                                                     |
| --------------------------------------------------------------- | ------------------- | ----------------------------------------------------------------------------------------------- |
| Windecker 54' (1–3) Souleymane 57' (2–3) 72' Bardhi 90+2' (3–4) | (0 – 3) Jegyzőkönyv | 21' (0–1) Lazović 29' (0–2) Géresi 45' (0–3) 65' Stopira 70' (2–4) Pátkai 51' Nego 71' Oliveira |

| Illovszky Rudolf Stadion, Budapest Nézőszám: 3 500 Játékvezető: Iványi Zoltán (magyar) Asszisztensek: Albert István és Erős Gábor |

Újpest FC: Balajcza  — Nagy T., Kálnoki Kis (Pávkovics  43'), Kecskés, Mohl – Balogh, Windecker – Diarra, Bardhi, Andrics (Angelov  75') – Lázok (Balázs  65') · Fel nem használt cserék: Banai (kapus), Nagy G., Tóth 
Kevés izgalmat hozott a mérkőzés első 25 perce, a csapatok nem jutottak el helyzetekig. Ezt követően azonban hirtelen megváltozott a meccs képe, a székesfehérváriak ugyanis gyorsan kétgólos előnyre tettek szert, majd még a szünet előtt háromra növelték a különbséget. A pihenő alatt az újpestiek rendezték soraikat, s óriási elánnal kezdték a második félidőt, melynek elején több helyzetet is kidolgoztak, s ezekből kettőt értékesítettek is, így újra nyílttá tették a meccset. A Videoton - melyben a szünetben állt be az augusztus végi átigazolása után most bemutatkozó Fiola Attila, a válogatott védője - ezt követően magára talált, Pátkai pedig még a hajrá előtt kétgólosra állította vissza a különbséget, s tulajdonképpen eldöntötte a mérkőzést. A ráadásban Bardhi szabadrúgásból lőtt nagy gólt, de az egyenlítésre már nem volt esélye az újpesti csapatnak.
A mérkőzést az elejétől a végéig mi irányítottuk, mi alakítottuk ki a helyzeteket, és a Videoton góljait is mi hoztuk össze. Az első gól után fejben összezavarodtunk és újabb hibákat vétettünk. A második félidőben mindent megtettünk, hogy fordítani tudjunk, de ez sajnos már nem sikerült, ettől függetlenül nem lehetek elégedetlen a mai játékunkkal.
A négy lőtt góllal és a támadó játékunkkal minden rendben volt, a védekezésünkön azonban javítani kell. Eddig nem voltak jellemzőek ránk a védelmi megingások, ma azonban többször is teret engedtünk az ellenfélnek. A mérkőzés egyébként jó volt, és a nézők is elégedettek lehetnek, hiszen két jó csapatot és hét gólt láthattak.
- Az első három fordulóban még nyeretlen Videoton FC a legutóbbi hat bajnoki mérkőzéséből ötön győzött.
- Henning Berg együttese a legutóbbi három bajnokiján 12 gólt szerzett, ez négygólos mérkőzésenkénti átlag.
- A szezonban másodszor szerzett idegenben négy gólt, a mostani, angyalföldi siker előtt a Gyirmótot 4–0-ra verte.
- A szerb Danko Lazovics, Pátkai Máté és Géresi Krisztián egyaránt a harmadik, Stopira a második gólját szerezte az OTP Bank Liga 2016–2017-es idényében.
- Az Újpest az idény elején kétszer veszített, majd négyszer nyert, most pedig immár három találkozón nyeretlen. Pályaválasztóként másodszor kapott ki.
- A Videoton FC a mostani előtt legutóbb 2009. július 25-én, Kecskeméten nyert bajnoki mérkőzést három gólt kapva (6–3). A lila-fehérek a mostani előtt legutóbb 2010. november 5-én kaptak úgy ki bajnoki meccsen, hogy három gólt is szereztek.
- Az Újpest 2014. május 3. óta először kapott négy gólt hazai bajnoki mérkőzésen.[6]

| 10. forduló 2016. szeptember 21. 20:00 |

| Videoton FC                      | 1 – 1               | Ferencvárosi TC                                                       |
| -------------------------------- | ------------------- | --------------------------------------------------------------------- |
| Šćepović 53' Pátkai 2' Varga 82' | (0 – 0) Jegyzőkönyv | Djuricin 83' Nagy 18' Čukić 29' Hajnal 42' Lovrencsics 62' Nalepa 65' |

| Pancho Aréna, Felcsút Nézőszám: 3 112 Játékvezető: Andó-Szabó Sándor (magyar) |

| 11. forduló 2016. szeptember 24. 18:00 |

| Budapest Honvéd FC                     | 1 – 2               | Videoton FC                                |
| -------------------------------------- | ------------------- | ------------------------------------------ |
| Lanzafame 47' Lanzafame 66' Baráth 75' | (1 – 1) Jegyzőkönyv | Juhász 35' Géresi 52' Nego 13' Stopira 81' |

| Bozsik József Stadion, Budapest Nézőszám: 2 051 Játékvezető: Berke Balázs (magyar) |

### Második kör
| 12. forduló 2016. október 15., szombat 18:00 |

| Diósgyőri VTK                                            | 2 – 0               | Videoton FC                                |
| -------------------------------------------------------- | ------------------- | ------------------------------------------ |
| Novothny (1–0) 73' Elek (2–0) 79' Lipták 77' Nikházi 79' | (0 – 0) Jegyzőkönyv | 37' Lazovics 73' Juhász 77' Nego 87' Varga |

| DVTK-stadion, Miskolc Nézőszám: 2 472 Játékvezető: Kassai Viktor (magyar) Asszisztensek: Tóth II. Vencel és Szalai Dániel |

| 13. forduló 2016. október 22., szombat 15:30 |

| Videoton FC | 5 – 1               | Paksi FC                            |
| --- | ------------------- | ----------------------------------- |
| Géresi (1–1) 11' Scsepovics (2–1) 24' · (3–1) 38' Hadzsics (4–1) 48' Lazovics (5–1) 62' Szolnoki 81' Juhász 84' | (3 – 1) Jegyzőkönyv | 4' (0–1) Hahn 43′ Szabó 50′ Kecskés |

| Pancho Aréna, Felcsút Nézőszám: 1 446 Játékvezető: Farkas Ádám (magyar) Asszisztensek: Berettyán Péter és Kelemen Attila |

| 14. forduló 2016. október 29., szombat 18:00 (M4 Sport) |

| Vasas SC                                                                            | 1 – 1               | Videoton FC                                                               |
| ----------------------------------------------------------------------------------- | ------------------- | ------------------------------------------------------------------------- |
| Remili (1–0) 37' Korcsmár 23' Sağlık 34' Kleisz 52' Risztevszki 73' Király B. 90+4' | (1 – 0) Jegyzőkönyv | 90+2' (1–1) Lazovics 11' Szolnoki R. 24' Fiola 79' Stopira 90+2' Hadzsics |

| Illovszky Rudolf Stadion, Budapest Játékvezető: Iványi Zoltán (magyar) Asszisztensek: Horváth Róbert és Kormányos II. Gábor |

| 15. forduló 2016. november 5., szombat 18:00 |

| Videoton FC                                                    | 4 – 0               | Gyirmót FC Győr |
| -------------------------------------------------------------- | ------------------- | --------------- |
| Feczesin (1–0) 3' · (3–0) 34' Scsepovics (2–0) 16' · (4–0) 59' | (3 – 0) Jegyzőkönyv |                 |

| Pancho Aréna, Felcsút Játékvezető: Andó-Szabó Sándor (magyar) Asszisztensek: Huszár Balázs és Kóbor Péter |

| 16. forduló 2016. november 19., szombat 15:30 |

| Mezőkövesd-Zsóry FC                         | 2 – 1               | Videoton FC                                                        |
| ------------------------------------------- | ------------------- | ------------------------------------------------------------------ |
| Kink (1–0) 9' Střeštík (2–1) 86' Szeles 18' | (1 – 1) Jegyzőkönyv | 27' (1–1) Scsepovics 17' Lazovics 33' Pátkai 41' Hadzsics 56' Nego |

| Városi stadion, Mezőkövesd Játékvezető: Vad II István (magyar) Asszisztensek: Albert István és Berettyán Péter |

| 17. forduló 2016. november 26., szombat 18:00 |

| Videoton FC                                                                          | 2 – 0               | MTK Budapest FC                  |
| ------------------------------------------------------------------------------------ | ------------------- | -------------------------------- |
| Lazovics 29' (1–0) 70' · (2–0) 90' Hadzsics 6' Vinícius 45' Juhász 67' Kovács I. 79' | (0 – 0) Jegyzőkönyv | 16' Poór 31' Vogyicska 43' Ramos |

| Pancho Aréna, Felcsút Játékvezető: Farkas Ádám (magyar) Asszisztensek: Tóth II. Vencel és Szert Balázs |

| 18. forduló 2016. december 3., szombat 18:00 (tv: M4 Sport) |

| Debreceni VSC             | 0 – 1               | Videoton FC        |
| ------------------------- | ------------------- | ------------------ |
| Jovanovics 70' Völgyi 75' | (0 – 0) Jegyzőkönyv | 61' (0–1) Hadzsics |

| Nagyerdei stadion, Debrecen Nézőszám: 1 814 Játékvezető: Erdős József (magyar) Asszisztensek: Márkus Tamás és Farkas Balázs |

| 19. forduló 2016. december 10., szombat 15:30 |

| Swietelsky Haladás                                              | 1 – 1               | Videoton FC                                                                         |
| --------------------------------------------------------------- | ------------------- | ----------------------------------------------------------------------------------- |
| Gaál (1–1) 57' Halmosi 30' Kiss T. 60' Hegedűs 76' Jagodics 90' | (0 – 1) Jegyzőkönyv | 15' (0–1) Gyurján 56' Stopira 59' Hadzsics 83' Lazovics 83' Scsepovics 88' Szolnoki |

| Soproni Városi Stadion, Sopron Játékvezető: Vad II István (magyar) Asszisztensek: Szalai Balázs és Horváth Zoltán |

| 20. forduló 2017. február 18., szombat 15:30 (M4 Sport) |

| Videoton FC                                                                             | 5 – 1               | Újpest FC                                         |
| --------------------------------------------------------------------------------------- | ------------------- | ------------------------------------------------- |
| Hadzsics (1–1) 32' Scsepovics (2–1) 58' · (4–1) 83' Suljics (3–1) 64' Stopira (5–1) 84' | (1 – 1) Jegyzőkönyv | 7' (0–1) Perovics 17' Kálnoki Kis 65′, 65′ Diarra |

| Pancho Aréna, Felcsút Nézőszám: 2 179 Játékvezető: Solymosi Péter (magyar) Asszisztensek: Varga Zsolt és Márkus Tamás |

Videoton: Kovácsik — Nego, Juhász R., Vinícius, Stopira — Hadzsics (Kovács I.  86'), Pátkai, Varga J., Suljics (Géresi  86') — Scsepovics, Lazovics (Marics  83')
Agresszív letámadással kezdte a találkozót az Újpest, ami megzavarta a listavezetőt. A gyorsan megszerzett vendégvezetés után a Videoton fokozta a tempót és bő félóra elteltével egyenlített. Két perccel később akár vezethettek volna a fehérváriak, de a védők közül kiugró Scepovic az újpesti kapu mellé lőtte a labdát. Fordulást követően tovább folytatódott a nagy iramú, lüktető játék. A Videoton találta meg előbb a gólhoz vezető utat, sőt hat percen belül kétszer is a kapuba talált, ezzel gyakorlatilag eldöntötte a mérkőzést. A hátrányba került Újpest helyzetét tovább rontotta Diarra, aki a harmadik fehérvári gól utáni heves reklamálásért sárga lapot kapott, majd miután nem hagyta abba, Solymosi játékvezető második sárgával leküldte a pályáról a játékost. A folytatásban a vendégek szépíthettek volna, ehelyett a Videoton szerzett újabb két gólt, így végül fölényes győzelmet aratott.
Nagyon jó kezdése volt ez a szezonnak, szuper eredményt értünk el. A támadójátékkal nagyon elégedett vagyok, a második félidőben pedig minden klappolt. Az első félidő első 10-15 perce azonban nem úgy nézett ki, ahogy kellett volna. Nem úgy játszottunk, ahogy elképzeltük. De minden dicséretet megérdemelnek a játékosok, akik a kapott gól után nem magukat sajnáltatták, vagy lehajtott fejjel mentek, hanem visszajöttek a meccsbe, és elvárható teljesítményt nyújtottak.
A második gól volt a fordulópont. Addig megvoltak a lehetőségeink, de megint hiányoztak a jó befejezések. A második kapott találat ráadásul nagyon könnyű gól volt, kicsit összeomlott a csapat, a 60. percben kapott piros lap után pedig „vége volt” a meccsnek. Addig nagyon jól játszott a csapat, az addigi teljesítményért gratulálok a fiúknak, utána lefutott lett a találkozó.
| 21. forduló 2017. február 25., szombat 18:00 |

| Ferencvárosi TC         | 0 – 0       | Videoton FC            |
| ----------------------- | ----------- | ---------------------- |
| Sternberg 33' Botka 71' | Jegyzőkönyv | 37' Varga 55' Hadzsics |

| Groupama Aréna, Budapest Nézőszám: 8 725 Játékvezető: Szabó Zsolt (magyar) Asszisztensek: Berettyán Péter és Theodoros Georgiou |

A Videoton FC szenzációs hazai mérleggel dicsekedhet a rossz idénykezdet után a Pancho Arénában, augusztus eleje óta nyolc mérkőzéséből hetet megnyert, csak a Ferencvárossal játszott döntetlent. Az első tavaszi bajnokiján hátrányba került ugyan az Újpest ellen, de aztán öt gólt szerezve fordított. Kevésbé volt hatékony (sőt…) a Groupama Arénában, de ilyen szempontból a hazai és az idegenbeli Vidi mintha két csapat lenne. A Bp. Honvéd, a listavezető, a legutóbbi nyolc fordulóban veretlen maradt, a legutóbbi öt mérkőzését megnyerte. Nem rossz az idegenbeli mérlege sem (különösen a legutóbbi időkben), de eddig még rangadót nem tudott nyerni vendégként. A Videoton FC ellen, idegenben, 2013 októberében nyert legutóbb, természetesen még a Sóstói Stadionban.
| 22. forduló 2017. március 4., szombat 15:30 (tv: M4 Sport) |

| Videoton FC                                                  | 3 - 0               | Budapest Honvéd FC       |
| ------------------------------------------------------------ | ------------------- | ------------------------ |
| Lazović D. 38' 85'Juhász R 40' Varga J. 67' Šćepović 76' 79' | (1 - 0) Jegyzőkönyv | Bobál D. 75' Kabangu 88' |

| Pancho Aréna, Felcsút Nézőszám: 2749 Játékvezető: Andó-Szabó Sándor (magyar) Asszisztensek: Varga Balázs és Szert Balázs, alapvonali: Iványi Zoltán és Németh Ádám |

### Harmadik kör
| 25. forduló 2017. április 8., szombat 18:00 |

| Videoton FC                                               | 1 – 2               | Vasas SC                                                                                      |
| --------------------------------------------------------- | ------------------- | --------------------------------------------------------------------------------------------- |
| Burmeister (1–1) 45' Szolnoki 57' Lazovics 78′ Pátkai 80' | (1 – 1) Jegyzőkönyv | 6' (0–1) Remili 90+3' (1–2) Murka 27' Ádám 30' Risztevszki 82′ Manjrekar 68' Vaskó 78′ Hangya |

| Pancho Aréna, Felcsút Nézőszám: 2 469 Játékvezető: Szabó Zsolt (magyar) Asszisztensek: Ring György és Varga Zsolt |

| 28. forduló 2017. április 22., szombat 18:00 |

| MTK Budapest FC                                                              | 1 – 1               | Videoton FC         |
| ---------------------------------------------------------------------------- | ------------------- | ------------------- |
| Iurii 27' 9' Borbély 11' Torghelle 46' Kanta 47' M. Grgics 78' Petkovics 82' | (1 – 1) Jegyzőkönyv | 6' Marics 59' Fiola |

| Hidegkuti Nándor Stadion, Budapest Nézőszám: 1 908 Játékvezető: Pintér Csaba (magyar) Asszisztensek: Georgiou Theodoros és Szert Balázs |

A Videoton a legutóbbi két hazai meccsén rontott kiváló hazai mérlegén, a Vasas és a Mezőkövesd ellen elveszített öt pontot. Henning Berg együttese a legutóbbi öt fordulóban csupán hat pontot gyűjtött be a megszerezhető tizenkilencből. A kiesés elkerüléséért küzdő DVSC hazai pályán javult, de, annak ellenére, hogy a Vasast legyőzte, idegenben gyengén teljesít, a legutóbbi öt bajnoki meccséből négyet elveszített. Az utóbbi időszakban a két csapat egymás elleni párharca egyértelmű Videoton-fölényt mutat. A DVSC bajnoki találkozón legutóbb 2014 októberében nyert a székesfehérváriak vendégeként. 
| 29. forduló 2017. április 29., szombat 20:30 (tv: M4 Sport) |

| Videoton FC                                                  | 3 – 2               | Debreceni VSC                                                 |
| ------------------------------------------------------------ | ------------------- | ------------------------------------------------------------- |
| Mészáros N. (1–0) 9' Scsepovics (2–1) 58' Hadzsics (3–1) 81' | (1 – 1) Jegyzőkönyv | 34' (1–1) Könyves 83' (3–2) Handzsics 33' Tőzsér 70' Brkovics |

| Pancho Aréna, Felcsút Nézőszám: 1 847 Játékvezető: Bognár Tamás (magyar) Asszisztensek: Kóbor Péter és Szalai András |

Videoton: Kovácsik — Fiola, Juhász, Vinícius, Stopira — Nego, Pátkai, Varga, Hadzics (Marics  89') — Lazovics, Scsepovics (Géresi  78') · Fel nem használt cserék: Horváth (kapus), Fejes, Bódi, Szolnoki, Barczi · Vezetőedző: Henning Berg
Nagy lendülettel kezdte a találkozót a Videoton, Mészáros öngóljával a vezetést is megszerezte (1–0). Később is a hazaiak támadtak, Pátkai révén üres kapus helyzetet is kihagytak. Nem sokkal később büntetett a Debrecen: Könyves lőtt nagy gólt húsz méterről (1–1). A második félidő elején nagy erőket mozgósítottak a székesfehérváriak a vezetés megszerzéséért, Scsepovics góljával ismét előnybe kerültek (2–1). A folytatásban lüktetőbbé vált a játék, mindkét együttes folyamatosan veszélyeztette a másik kapuját. Hadzsics találatával úgy tűnt, eldől a meccs a hazaiak javára (3–1), de Handzsics szinte azonnal válaszolni tudott (3–2). A mérkőzés hajrájában a DVSC mindent megtett az egyenlítésért, de nem sikerült újabb gólt elérnie.
Eseménydús mérkőzés volt. Jól játszott a DVSC is. Jó lett volna elkerülni a két kapott gólt, az szép akciója volt az ellenfélnek. Végre szereztünk gólokat és boldogok vagyunk, hogy meglett a három pont.
Védekezésben nem nyújtottunk nagyot, a pálya közepén vesztettünk párharcot. Az első 20 perc nehéz volt, az egyenlítés után kiegyenlítetté vált a játék. Két ostoba hibából sikerült 3-1-re elhúzni az ellenfélnek, utána szaladtunk az eredmény után. 3-2 után megpróbáltunk mindent megtenni az egyenlítésért. De ez kevésnek bizonyult.
- A Videoton sorozatban a hetedik alkalommal nyert bajnoki mérkőzést a Debrecen ellen.
- Henning Berg együttese pályaválasztóként egy vereség és egy döntetlen után győzött ismét. Három gólt március 4. óta először szerzett.
- Az elmúlt két hónapban háromszor is segítette öngól a Videotont, de most először hozott a találat győzelmet a székesfehérváriaknak.
- A tizenkét gólos Marko Scsepovics beérte a góllövőlista élén Eppel Mártont.
- Anel Hadžić a negyedik góljánál tart. December elején, a két csapat debreceni találkozóján is ő szerezte a győztes gólt.
- Harisz Handzsics és Könyves Norbert a DVSC legutóbbi két mérkőzésén egyaránt gólt szerzett.
- Leonel Pontes ismét az egyik kiesőhelyre visszacsúszott csapata a legutóbbi hat idegenbeli mérkőzésén mindössze három pontot szerzett.[9]

| 30. forduló 2017. május 6., szombat 18:00 |

| Videoton FC                     | 2 – 0               | Swietelsky Haladás |
| ------------------------------- | ------------------- | ------------------ |
| Nego (1–0) 16' Géresi (2–0) 86' | (1 – 0) Jegyzőkönyv | 62' Jagodics       |

| Pancho Aréna, Felcsút Nézőszám: 2 058 Játékvezető: Solymosi Péter (magyar) Asszisztensek: Farkas Balázs és Horváth Róbert |

| 31. forduló 2017. május 13., szombat 20:30 (tv: M4 Sport) |

| Újpest FC                                | 0 – 3               | Videoton FC                                                     |
| ---------------------------------------- | ------------------- | --------------------------------------------------------------- |
| Diarra 28′ Kálnoki Kis 31' Windecker 59' | (0 – 3) Jegyzőkönyv | 14' (0–1) Nego 16' (0–2) Stopira 42' (0–3) Scsepovics 77' Varga |

| Szusza Ferenc Stadion, Budapest Nézőszám: 2 160 Játékvezető: Karakó Ferenc (magyar) Asszisztensek: Berettyán Péter és Varga Zsolt |

Újpest FC: Banai — Kálnoki-Kis, Heris, Mohl — Szűcs, Diarra, Windecker , Balogh — Andrics (Hazard  65'), Balázs (Cseke  65'), Bardi (Szankovics  85') · Fel nem használt cserék: Balajcza (kapus), Perovics, Kecskés, Lázok · Vezetőedző: Nebojsa Vignjevics
A Videoton gyakorlatilag egy félidő alatt eldöntötte a három pont sorsát, hiszen Nego, Stopira és Scepovic is gólt szerzett, ráadásul az Újpest Diarra kiállítása miatt – a légiós utolsó emberként szabálytalankodott – már a 28. perctől emberhátrányban futballozott. A fordulást követően a fehérváriak nem igazán erőltették meg magukat annak érdekében, hogy még nagyobb arányban diadalmaskodjanak, de még így is elpuskáztak néhány nagy helyzetet.
| 32. forduló 2017. május 20., szombat 20:30 (tv: M4 Sport) |

| Videoton FC                                                            | 4 – 1               | Ferencvárosi TC                               |
| ---------------------------------------------------------------------- | ------------------- | --------------------------------------------- |
| Lazovics (1–1) 36' Stopira (2–1) 42' Koch (3–1) 45' Marics (4–1) 90+3' | (3 – 1) Jegyzőkönyv | 7' (0–1) Nego 23' Koch 32' Hajnal 62' Moutari |

| Pancho Aréna, Felcsút Nézőszám: 3 208 Játékvezető: Iványi Zoltán (magyar) Asszisztensek: Albert István és Buzás Balázs |

| 33. forduló "Bajnoki döntő" 2017. május 27., szombat 19:00 |

| Budapest Honvéd FC                                        | 1 – 0               | Videoton FC                 |
| --------------------------------------------------------- | ------------------- | --------------------------- |
| Eppel (1–0) 60' Lanzafame 41' Zsótér 68' Vasziljevics 83' | (0 – 0) Jegyzőkönyv | 41' Lazovics 90+3' Vinícius |

| Bozsik József Stadion, Budapest Nézőszám: 8 516 Játékvezető: Bognár Tamás (magyar) Asszisztensek: Buzás Balázs és Szert Balázs |

## Magyar kupa
| 6. forduló 2016. szeptember 14. 18:00 |

| Pécs MFC (NB III) | 0 – 4               | Videoton FC                                                                           |
| ----------------- | ------------------- | ------------------------------------------------------------------------------------- |
| Krapecz 60'       | (0 – 0) Jegyzőkönyv | 2' (0–1) · 33' (0–3) · 36' (0–4) Scsepovics 11' (0–2) Hadzsics 76' Szolnoki 85' Fiola |

| PMFC Stadion, Pécs Nézőszám: 500 Játékvezető: Barna Gábor (magyar) Asszisztensek: Kiss Balázs és Nagy Attila |

| 7. forduló 2016. október 26. 13:30 |

| Makó (Megye I)  | 1 – 6               | Videoton FC                                                                                           |
| --------------- | ------------------- | --- |
| Széll (1–2) 26' | (1 – 4) Jegyzőkönyv | 5' (0–1) · 37' (1–3) Feczesin 13' (0–2) Bódi 42' (1–4) Kovács I. 57' (1–5) Bévárdi 63' (1–6) Pölöskei |

| Makói FC Sporttelep, Makó Játékvezető: Oláh Gábor (magyar) Asszisztensek: Pápai Zoltán és Bornemissza Norbert |

| 8. forduló 2016. november 30. 12:00 |

| Budafoki LC (NB III)            | 2 – 1               | Videoton FC    |
| ------------------------------- | ------------------- | -------------- |
| Grúz (1–0) 29' Kovács (2–1) 84' | (1 – 0) Jegyzőkönyv | 67' (1–1) Bódi |

| Budafoki MTE Sporttelep, Budapest Játékvezető: Molnár Attila (magyar) Asszisztensek: Dolnegó Bálint és Erős Gábor |

## Góllövőlista
A táblázat a felkészülési mérkőzéseken esett találatokat nem tartalmazza.
| Játékos          | Összesen | Gólok száma   | Gólok száma |
| Játékos          | Összesen | OTP Bank Liga | Magyar kupa |
| ---------------- | -------- | ------------- | ----------- |
| Összesen         | 33       | 29            | 4           |
| Feczesin Róbert  | 6        | 6             | 0           |
| Marko Šćepović   | 6        | 3             | 3           |
| Géresi Krisztián | 4        | 4             | 0           |
| Danko Lazović    | 4        | 4             | 0           |
| Pátkai Máté      | 3        | 3             | 0           |
| Juhász Roland    | 2        | 2             | 0           |
| Stopira          | 2        | 2             | 0           |
| Anel Hadžić      | 2        | 1             | 1           |
| Vinícius         | 1        | 1             | 0           |
| Loïc Nego        | 1        | 1             | 0           |
| öngolók          | 0        | 0             | 0           |